# بليني فيسك
بليني فيسك (ولد في شلبورن، ماساتشوستس، 24 يونيو 1792؛ توفي في بيروت، سوريا، 23 أكتوبر 1825) كان مبشرًا أبرشيًا أمريكيًا إلى أوروبا والشرق الأوسط.

## السيرة الذاتية
تخرج من كلية ميدلبري عام 1814، ومن مدرسة أندوفر اللاهوتية عام 1818. عينته الهيئة الأمريكية للإرساليات الخارجية مع ليفي بارسونز في بعثة فلسطين عام 1818، وأبحر من بوسطن إلى سميرنا في 3 نوفمبر 1819. بعد تجوالٍ في في اليونان ومصر وفلسطين وسوريا، التي كانت أجزاءً من الإمبراطورية العثمانية. في مايو 1825 انضم إلى الإرسالية التي أنشئت في بيروت. وتوفي هناك بسبب الحمى في أكتوبر التالي. وكانت ابنة أخيه، فيديليا فيسك، مبشرة مشهورة أيضًا.
التقى فوتيوس فيسك، المؤيد لإلغاء عقوبة الإعدام، ببليني عندما كان مبشرًا في مالطا عام 1822. صاغ فوتيوس حياته على غرار بليني وغير اسمه بشكل قانوني من كافاساليس إلى فيسك بموجب قانون أصدره الكونغرس في عام 1848. كان فوتيوس فيسك مراهقًا عندما التقى بليني وكرس حياته لخدمة الفقراء والمعوزين.  كما ساعد بليني أمريكيًا يونانيًا آخر على السفر إلى الولايات المتحدة من خلال تأمين مروره إلى البلاد. كان بليني معجبًا جدًا بجريجوري أنتوني بيرديكاريس. التقى بيرديكاريس بفيسك أثناء وجوده لفترة وجيزة في القدس، حيث كان الشاب بيرديكاريس يتحدث خمس لغات. أصبح بيرديكاريس فيما بعد أول قنصل أمريكي في اليونان وكان أيضًا أحد أغنى الأمريكيين اليونانيين في تاريخ الولايات المتحدة. 

## الأعمال
أهلت قدرة فيسك على التبشير باللغات الإيطالية والفرنسية واليونانية والعربية ليكون مبشرًا بارزًا. أكمل يوم وفاته "قاموسًا إنجليزيًا - عربيًا". كتب العديد من الأوراق لمجلة Missionary Herald.

## روابط خارجية
- Alvan Bond (1828). Memoir of the Rev. Pliny Fisk, A.M., late missionary to Palestine. Boston: Crocker and Brewster.
- Pliny Fisk (1823). Pliny Fisk journal, 1821-1823. Internet Archive.
- Pliny Fisk (1824). Pliny Fisk journal, 1823-1824. Internet Archive.